# Isola Chatham
L'isola Chatham è di gran lunga la maggiore isola dell'arcipelago omonimo, situato nel Pacifico meridionale, al largo delle coste orientali della Nuova Zelanda; è posta a metà strada tra l'Equatore e il polo, nei pressi della linea internazionale del cambio di data. L'isola, così come l'arcipelago, deve il nome alla nave britannica Chatham, che la individuò per la prima volta nel 1791. Si estende su un'area di 347 km².
L'isola è nota anche come Wharekauri in māori e Rekohu («terra dal cielo nebbioso») in moriori.
La geografia dell'isola, a forma di T, è dominata da tre formazioni principali: due baie e una laguna.

Bandiera non ufficiale delle Isole Chatham.

Più della metà della costa occidentale di Chatham è occupata dalla profonda insenatura della baia di Petre. Il principale insediamento dell'isola, Waitangi, è posto su una piccola rada del margine meridionale della baia.
Lungo la costa orientale è posta l'ancora più grande baia di Hanson, che si allunga per 35,4 km.
I dieci chilometri di ampiezza dell'isola, tra le due baie, sono puramente illusori. Gran parte di essi sono occupati dalla vasta laguna di Te Whanga, unita al mare attraverso il tratto meridionale della baia di Hanson. Questa laguna si estende per 179 km² e vi sfociano numerosi fiumiciattoli che scendono dalle colline sud-orientali.